# D’Aguilar Highway
Der D'Aguilar Highway ist eine Fernverkehrsstraße im Südosten des australischen Bundesstaates Queensland. Er verbindet den Bruce Highway (M1) in Caboolture mit dem Bunya Highway (S49) in Kingaroy. Er verläuft 166 km von Südosten nach Nordwesten. Der höchste Punkt der Straße befindet sich mit 527 m etwas nördlich von Yarraman, der tiefste mit 26,8 m etwas westlich von Caboolture.
Der D'Aguilar Highway besitzt eine Ortsumfahrung der Stadt Caboolture, deren letzter Teil am 13. Dezember 2007 dem Verkehr übergeben wurde.
Der höchste Punkt im Verlauf des Highways liegt auf 527 m, der niedrigste auf 27 m.

## Nummerierung
Von Caboolture bis Harlin (76 km) trägt der D'Aguilar Highway die Bezeichnung 'Staatsstraße 85', von Harlin bis Yarraman (45 km) 'Staatsstraße 17'. Von Yarraman bis Nanango verbindet er auf 21 km als 'Staatsstraße A3' den New England Highway mit dem Burnett Highway. Auf der 24 km langen Strecke von Nanango bis Kingaroy wird der D'Aguilar Highway als 'Staatsstraße 96' bezeichnet.

## Geplante Ortsumgehung von Kilcoy
Im Januar 2009 veröffentlichte das Department of Transport and Main Roads Details der geplanten Ortsumgehung von Kilcoy. Der Routenvorschlag folgt einer aufgelassenen Bahnstrecke und würde so die existierende Infrastruktur so wenig wie möglich beeinträchtigen.